# 小行星7465
小行星7465（英語：7465 Munkanber）是一颗围绕太阳公转的小行星。1989年10月31日，B. G. W. Manning在伍斯特郡发现了此天体。
这颗小行星的绝对星等为193.76509等。